# Chinocup
Chinocup is een plaats in de regio Great Southern in West-Australië.

## Geschiedenis
De eerste Europeanen die de streek bevolkten waren sandelhoutsnijders. John Hassell was in 1873 de eerste die in de streek een lease opnam.
Chinokup werd in 1923 officieel gesticht, aan een nevenspoor ('siding') van de later in onbruik geraakte spoorweg tussen Nyabing en Pingrup. Het nevenspoor was vernoemd naar een nabijgelegen meer, 'Lake Chinocup'. Chinocup was de Aboriginesnaam voor het meer maar de betekenis van de naam is verloren gegaan. In 1962 werd de 'k' in de plaatsnaam officieel een 'c', zoals in de naam van het meer.

## 21e eeuw
Chinocup maakt deel uit van het lokale bestuursgebied (LGA) Shire of Kent, een landbouwdistrict met Nyabing als hoofdplaats.
'Lake Chinocup' maakt deel uit van het Chinocup-natuurreservaat.

## Ligging
Chinocup ligt 349 kilometer ten zuidoosten van de West-Australische hoofdstad Perth, 192 kilometer ten noordnoordoosten van Albany en 27 kilometer ten oosten van Nyabing.